# 哥倫比亞河
哥伦比亚河（英語：Columbia River），位於北美太平洋西北地区，全長2,044公里，流域面積415,211平方公里，平均流量每秒7,500立方米。哥伦比亚河起源于洛磯山脈在加拿大不列颠哥伦比亚内的部分，向西北方向蜿蜒，然后向南流入美国境内的华盛顿州，然后沿着华盛顿州和俄勒冈州的边界向西流动，最后注入太平洋。整段河流流经的美国州级行政单位和加拿大的省级行政单位共7个。哥伦比亚河是北美洲太平洋西北地区最大的河流。1792年罗伯特·格雷船长率领哥伦比亚号发现了这条河，并将此河用自己的帆船名来命名。

## 歷史
最初的北美洲土著居民以及加拿大第一民族在历史上都与哥伦比亚河存在大量联系。长久以来，哥伦比亚河及其支流对于當地的文化、经济等都起着十分重要的作用。它在古时候就是水路运输要道，将该地区不同文化的族群联系起来。许多有洄游习性的鱼类在这里栖息，它们有规律地在淡水区域和太平洋鹽水区域之间迁徙。这些鱼类（特别是鲑鱼）正好成為当地原住居民的重要食材。后来，马匹在1700年之前从西班牙殖民的新墨西哥引入斯内克河平原地区。随着马匹的到来，人们逐渐掌握了驯服马匹的技能。这样，他们的移动性、狩猎效率得以增加。长途贸易、更大规模的战争随之而来，进而导致不同部落间的联系更加紧密。许多拥有马匹的部落每年都会长途旅行到达大平原地区猎杀野牛。在这个过程中，他们或多或少地吸收了来自平原地区的文化。这些文化逐渐传播到了哥伦比亚河地区。有些部落受平原文化影响较小，极少数部落则几乎没有受到这股浪潮的影响。

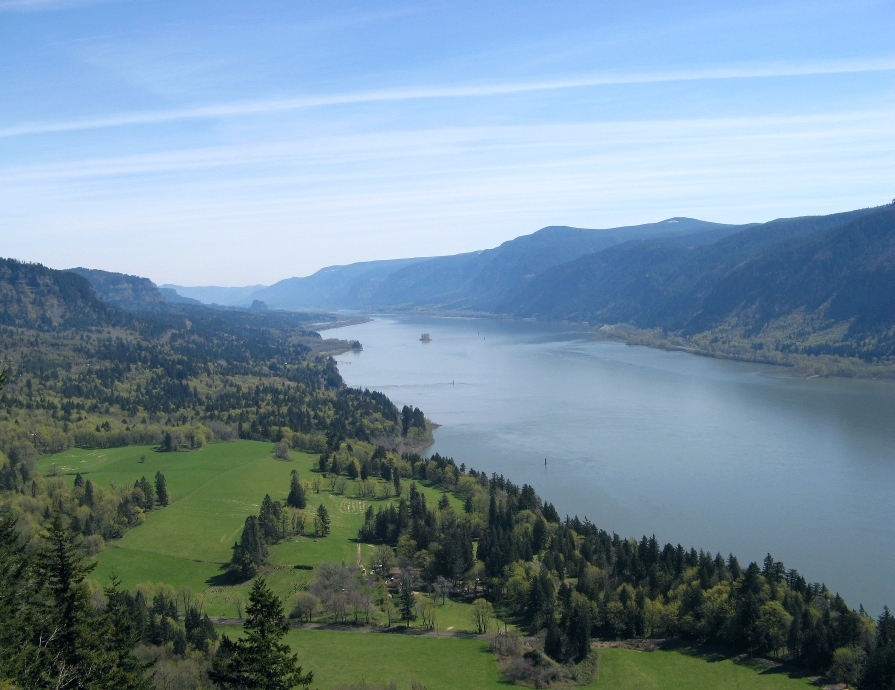
哥伦比亚河峡谷

18世纪末，哥伦比亚河流域地区的原住民首次遭遇了来自欧洲和美国的外来者。这些外来者乘船对哥伦比亚河河口附近的海岸进行了探索，并尝试和当地的原住民进行贸易。这些活动对原来的印第安部落造成了一定的破坏。例如，天花开始蔓延，有的印第安部落的人口大量减少。加拿大探险家亚历山大·麦肯齐（Alexander Mackenzie）在1793年穿越了今天的内不列颠哥伦比亚地区。而在1805到1807年这段时间里，刘易斯和克拉克率领的探险队则沿着清水河（Clearwater River）以及斯内克河（Snake River）进入了现在俄勒冈所在的地区。他们的探险日志中记在了他们通过贸易从海岸部落那里获得的黄铜茶壶、英国毛瑟枪以及其他物品。印第安人原有的部落、村庄的社会形式逐渐转变为家庭为中心的社会形势。
19世纪以来，哥伦比亚河流域的各种经济产业迅速发展。这些产业主要涉及牲畜的驯养、河流的管理等多方面。为了促进船舶运输，人们在哥伦比亚河干流和支流上都修建了船闸，逐渐发展了河流的清淤、维护等产业，并拓宽了河道。20世纪以来，为了发电、航运、灌溉以及防汛的目的，水坝出现在哥伦比亚河流域。如今，几乎每隔1英里就有一个用于蓄水的水库，加拿大的境内的许多支流也被用来蓄水。后来，两座核电廠在该河流岸边修建。其中，已退役的汉福德核试验场曾数十年生产用于制造核武器的重要原料钚，是美国造成污染最严重的核试验场。这些方面的发展，极大地影响了哥伦比亚河的生态环境，其中以工业污染和对鱼类迁徙的阻挡为最显著。

## 利用情形
哥伦比亚河的容积在美国所有河流中排名第四。在北美洲所有流入太平洋的河流中，哥伦比亚河的流量最大。巨大的流量以及短距离内的大落差使它成为北美水力发电利用最多的河流，在干流上分布着14座水电大坝，其中最大的是大古力水坝。哥伦比亚河支流的水力发电量总和比北美洲其他任何一条河的支流发电量总和都大。
随着太平洋加州海岸的港口日渐饱和，一些远洋国际贸易公司将货物转而由波特兰港进入。哥伦比亚河的航运能力又得到了新的利用。为了使得大型集装箱货轮能够顺利进入，俄勒冈州的河流管理部门在21世纪初对哥伦比亚河进行了新一轮的疏浚工程，增加了哥伦比亚河下游流域的河道水深。